# Crèvecœur-en-Brie
Crèvecœur-en-Brie là một xã ở tỉnh Seine-et-Marne, thuộc vùng Île-de-France ở miền bắc nước Pháp.

## Dân số
Người dân ở Crèvecœur-en-Brie được gọi là Crépicordiens.
Điều tra dân số năm 1999, xã này có dân số là 299.